# El Espectador
El Espectador és un setmanari fundat per Fidel Cano el 22 de març de 1887 a la ciutat de Medellín, Colòmbia. El seu lema és "L'Espectador treballarà en bé de la pàtria amb criteri liberal i en bé dels principis liberals amb criteri patriòtic".
A pesar de ser el periòdic més antic del país, la crisi econòmica va fer que el 2001 passés de ser diari a setmanari. Quatre anys abans, part de les seves accions van ser comprades per l'industrial Julio Mario Santo Domingo, amo d'altres mitjans com Caracol Televisión, mitjançant l'empresa Comunica S. A..

## Història
En els seus començaments fou un diari vespertí. Al començament del segle xx es va editar simultàniament a Medellín i Bogotà, per traslladar-se definitivament tot la seu central el 1915 a la capital del país. L'Espectador va estar durant la primera meitat del segle a l'avantguarda de les innovacions tecnològiques destinades a la informació.
Després de l'assassinat del líder liberal Jorge Eliécer Gaitán el 1948, el llavors diari sofreix el rígid control del govern conservador. Així, el 1952, les instal·lacions del diari, situades llavors al centre de la ciutat de Bogotà, foren saquejades i parcialment destruïdes. Tres anys més tard, el dictador Gustavo Rojas Pinilla va clausurar els principals diaris. L'Espectador circularia amb el nom de El Independiente, sota la direcció del futur president Alberto Lleras Camargo. A la caiguda de Rojas Pinilla, l'any 1957, El Espectador reapareixeria com diari matutí.
Diverses vegades el diari ha estat a punt de la fallida, primer al començament de la dècada de 1960 per un boicot de diverses empreses que li van retirar la publicitat i després al començament de la dècada de 1980 per les denúncies que el diari va publicar en contra el Grupo Grancolombiano.
Sicaris sota les ordres del cap del narcotràfic Pablo Escobar van assassinar davant de la seu del diari al seu director Guillermo Cano Isaza, el 17 de desembre de 1986, una mort que va commocionar el país. La UNESCO en el seu honor va instituir anys més tard el Premi Mundial a la Llibertat d'Expressió Guillermo Cano. Tres anys més tard, el 2 de desembre de 1989, un cotxe bomba va destruir bona part de les instal·lacions del diari.
El 1987 El Espectador, juntament amb el diari El Tiempo, foren guardonats amb el Premi Príncep d'Astúries de Comunicació i Humanitats.
L'Espectador fou, al costat de El Tiempo, el diari de major circulació a Colòmbia, i mantenia una sana competència amb aquest últim. No obstant això, amb el pas de diari a setmanari el 2001, El Tiempo va passar a ser pràcticament -juntament amb el sensacionalista El Espacio-, l'únic diari de circulació nacional.